# Eremobia brunnea
Eremobia brunnea là một loài bướm đêm trong họ Noctuidae.